# Raúl Arsenio Oviedo
Raúl Arsenio Oviedo es un municipio del departamento de Caaguazú, Paraguay, se encuentra a unos 35 km de la ruta Nº 2.

## Historia
Anteriormente esta localidad dependía del distrito de Yhú con el nombre de "Colonia Jhovy". En el año 1975, el pueblo pasó a llamarse Raúl Arsenio Oviedo, por el político muerto por los guerrilleros que enfrentaron el régimen de expresidente Stroessner en 1960.
Se elevó a distrito el 7 de octubre de 1986, por Decreto ley N° 1143.

## Población
El distrito de Raúl Arsenio Oviedo cuenta con un total de 12 543 habitantes según datos oficiales del censo paraguayo de 2022.

## Ubicación
El distrito de Raúl Arsenio Oviedo se encuentra en la zona este del departamento de Caaguazú. Tiene como límites a los siguientes distritos:
- Norte: Vaquería
- Sur: Dr. Eulogio Estigarribia, Juan E. O'Leary y Yguazú
- Este: Mariscal López
- Oeste: Yhú y Tres de Febrero

## Acceso
Desde la ciudad capital, Asunción, uno toma la Ruta Número PY02  hasta la ciudad de Dr. Eulogio Estigarribia donde se debe tomar un desvío rumbo al norte, aproximadamente 35 km de la ruta PY 02 se encuentra Raúl A. Oviedo.